# James Dallinger
James William Dallinger (Cambridge, 30 de septiembre de 1985) es un deportista neozelandés que compitió en remo.
Ganó dos medallas en el Campeonato Mundial de Remo, en los años 2006 y 2007. Participó en los Juegos Olímpicos de Pekín 2008, ocupando el séptimo lugar en la prueba de cuatro sin timonel.

## Palmarés internacional
| Campeonato Mundial | Campeonato Mundial | Campeonato Mundial | Campeonato Mundial |
| Año                | Lugar              | Medalla            | Prueba             |
| ------------------ | ------------------ | ------------------ | ------------------ |
| 2006               | Eton (Reino Unido) | Medalla de bronce  | Cuatro con timonel |
| 2007               | Múnich (Alemania)  | Medalla de oro     | Cuatro sin timonel |